# (33720) 1999 LD27
1999 LD27 (asteroide 33720) é um asteroide da cintura principal. Possui uma excentricidade de 0.13499520 e uma inclinação de 13.33051º.
Este asteroide foi descoberto no dia 9 de junho de 1999 por LINEAR em Socorro.